# Ralph Perk
Ralph Joseph Perk né le 19 janvier 1914 et mort le 21 avril 1999 était un homme politique américain du Parti républicain qui a été le 52e maire de Cleveland, en Ohio.